# Juan Carlos Fresnadillo
Juan Carlos Fresnadillo (Santa Cruz de Tenerife; 5 de diciembre de 1967) es un director de cine y guionista español.

## Biografía
En 1985, Fresnadillo se trasladó a Madrid desde su ciudad natal. Estudio Sociología en la Universidad Complutense. Comenzó los estudios de fotografía y cine en la Escuela Universitaria de Artes TAI, y realizó sus primeros pinitos en los cortometrajes. En 1987, creó una productora para una serie de cortos y anuncios publicitarios. En 1990, colaboró con Gustavo Fuertes en su cortometraje El juicio final.
En 1996, debutó internacionalmente como director con su corto en blanco y negro, Esposados, para el que también hizo de productor ejecutivo, que fue candidato al Óscar de Hollywood. En 2001 dirigió Intacto, película con la que consigue el Premio Goya al mejor director novel. En 2002 realizó, junto con Alejandro Jodorowsky el cortometraje Psicotaxi.
En 2007 dirigió la película 28 semanas después, secuela de 28 días después de Danny Boyle. El realizador Steven Spielberg ofreció a Fresnadillo dirigir un proyecto financiado por su productora DreamWorks. La película, de título provisional Wednesday, será un thriller ambientado en Los Ángeles, donde se desarrollará una persecución desesperada. Su nuevo proyecto iba a ser convertir el videojuego BioShock en película; al principio destinada a Gore Verbinski — director de Piratas del Caribe, entre otras—, pero por desavenencias con la productora, finalmente Fresnadillo fue elegido para el rodaje hasta que el proyecto fue cancelado.

## Filmografía
- Esposados (1996) - cortometraje
- Intacto (2001)
- Psicotaxi (2002) - cortometraje
- 28 semanas después (2007)
- Intruders (2011)
- Prototype (2016)
- Salvation (2017) - serie de televisión. 1 episodio.[2]
- 4x ( 2019) Cortometraje[3]
- Blanco (2020) - película para televisión
- Damsel (2023)[4]

## Premios y distinciones
Premios Óscar
| Año  | Categoría          | Película  | Resultado |
| ---- | ------------------ | --------- | --------- |
| 1997 | Mejor cortometraje | Esposados | Nominado  |

Premios Goya
| Año  | Categoría            | Película | Resultado |
| ---- | -------------------- | -------- | --------- |
| 2001 | Mejor director novel | Intacto  | Ganador   |

Medallas del Círculo de Escritores Cinematográficos
| Año  | Categoría         | Película | Resultado |
| ---- | ----------------- | -------- | --------- |
| 2001 | Premio revelación | Intacto  | Ganador   |